# Vasilij Vasiljevič Dokučajev
Vasilij Vasiljevič Dokučajev (Василий Васильевич Докучаев; 1. března 1846 – 8. listopadu 1903), byl ruský pedogeograf, pedolog, geolog a geomorfolog. Je považován za zakladatele pedologie.

## Život
Vasilij Vasiljevič Dokučajev se narodil 1. března v Miljukovu (Милюково) v Rusku. Studoval Matematickofyzikální fakultu v Petrohradě, kde se stal kurátorem mineralogie, zabývá se ale čtvrtohorními sedimenty a půdami evropské části Ruska. Mezi lety 1871 a 1877 vykonal mnoho cest po centrálním a severním Rusku, jižním Finsku, kde studoval geologické struktury a geologickou činnost řek. Výsledky průzkumu shrnul v práci Способы образования речных долин Европейской России (Způsoby utváření říčních údolí evropské části Ruska).
V roce 1882 přijímá nabídku oblastní správy Nižního Novgorodu prozkoumat geologické a půdní poměry oblasti.
V roce 1883 ve spisu Русский чернозем (Ruská černozem) popisuje jejich prostorové rozšíření, složení a strukturu, taktéž způsob jejich vzniku a jejich klasifikaci.
Výzkum započatý v roce 1882 publikuje ve 14 svazkovém díle Материалов по оценке земель Нижегородской губернии (Klasifikace půd Nižnonovgorodské gubernie), která obsahovala pedologickou a geologickou mapu.

## Ocenění
Dokučajev je obecně považován za zakladatele pedologie. Bylo po něm pojmenováno město Dokučajivsk na Ukrajině a jméno Dokučajev nese na jeho počest kráter na Marsu. V letech 1981–1991 existovala v Praze–Stodůlkách ulice Dokučajevova; v roce 1991 byla přejmenována na Dominovu.